# Умарас, Гинтаутас Ионович
Гинтаутас Умарас (лит. Gintautas Umaras; род. 20 мая 1963, Каунас, Литовская ССР) — советский и литовский велогонщик, заслуженный мастер спорта СССР (1984), двукратный олимпийский чемпион (1988).

## Биография
Окончил Латвийский ГИФК.
Выступал за клуб «Динамо» (Клайпеда). На летних Олимпийских играх 1988 в Сеуле завоевал золотые медали в индивидуальной и командной гонках преследования на 4000 м. Чемпион мира 1987 в индивидуальной гонке преследования, серебряный призёр ЧМ 1985 и 1986. Чемпион СССР 1984—1987 в командной и индивидуальной гонках преследования на 4000 м. Рекордсмен мира в 1984—1992 годах.
После завершения карьеры стал председателем Федерации велоспорта Литвы.
Старший брат Миндаугаса Умараса.